# Aega ventrosa
Aega ventrosa är en kräftdjursart som beskrevs av Michael Sars 1859. Aega ventrosa ingår i släktet Aega, och familjen Aegidae. Arten är reproducerande i Sverige.